# Jacobus Johannes Hartman
Jacobus Johannes Hartman (Blankenham, 14 febbraio 1851 – Leida, 29 gennaio 1924) è stato un filologo e poeta olandese in lingua latina.

## Biografia
Hartman fece gli studi universitari dapprima all'Athenaeum Illustre di Amsterdam, dove fu allievo del latinista Boot, poi all'Università di Leida dove fu allievo del grecista Cobet. Conseguì il dottorato nel 1877 in quest'ultima università con una tesi sull'opera di Luciano. Fu dapprima insegnante nelle scuole medie superiori ad Amsterdam; dal 1883 al 1891 fu vicepreside nel liceo di Leida. Il 13 luglio 1891 fu nominato professore di letteratura latina all'università di Leida.
Fu autore di numerosi e apprezzati lavori scientifici di filologia e critica letteraria in lingua latina e di opere di divulgazione su argomenti classici in lingua olandese; queste ultime furono spesso giudicate prolisse e corrive dai suoi colleghi classicisti. In lingua latina compose anche componimenti poetici; partecipò varie volte al Certamen poeticum Hoeufftianum vincendo due volte la medaglia d'oro del primo premio (nel 1898 con Laus Mitiae e nel 1899 con Pater ad filium). Successivamente, essendo stato accolto alla Koninklijke Nederlandse Akademie van Wetenschappen (Accademia reale olandese delle arti e delle scienze) fu giurato del Certamen ed è noto l'aneddoto secondo il quale avrebbe riconosciuto in Giovanni Pascoli l'autore di Thallusa nel 1912. Nel 1916 fondò, in collaborazione con Pieter Helbert Damsté dell'Università di Uthrecht, la Societas Philologica Lugduno-Traiectina, una società per la promozione degli studi di filologia classica.

## Scritti
- 1877: Studia critica in Luciani opera (tesi di dottorato).
- 1882: Studia Antiphontea.
- 1889: Analecta Xenophontea.
- 1890: De Phaedri Fabulis commentatio.
- 1891: De literarum veterum amicis et inimicis.
- 1891: De Horatio poeta.
- 1895: De Terentio et Donato commentatio.
- 1905: Analecta Tacitea.
- 1905: De Ovidio poeta commentatio
- 1910: De Avondzon des Heidendoms. Het leven en werken van den wijze van Chaeronea.
- 1911: Flos delibatus Elegiae Romanae (Antologia tibulliana)
- 1913: Beatus ille. Een boek voor iedereen over Horatius ("Beatus ille", un libro per tutti su Orazio)
- 1916: De Plutarcho scriptore et philosopho
- 1918: Honderd jaar geestelijk leven in den Romeinschen Keizertijd (Cento anni di vita spirituale nell'impero romano; Plinio il giovane).